# Роджер Віммер
Роджер Віммер (англ. Roger Wimmer, нар. 1949) — дослідник в сфері масових комунікацій. Отримав ступінь доктора філософії у галузі досліджень мас-медіа в Bowling Green State University в Огайо в 1976 році. Роджер Віммер є одним з авторів книги  «Mass Media Research: Introduction», провідного навчального посібника з дослідження засобів масової інформації у світі з 1982 року. Текст використовується в коледжах, університетах, збройних силах, декількох урядах та багатьох інших місцях у всьому світі, виданий декількома мовами.

## Професійна діяльність
Працював торговельним представником в KLSS / KSMN в м. Мейсон-Сіті, штат Айова, викладачем в Університеті Вісконсин-Вайтвотер, асистентом професора в Університеті Міссісіпі, доцентом в Університеті Джорджії, менеджером досліджень в Cox Broadcasting в Атланті, штат Джорджія, а також ад'юнкт-професором Університету Колорадо-Боулдер. До створення Wimmer Research, що базується в Лейквуді, штат Колорадо, Роджер Віммер був одним із засновників Wimmer-Hudson Research & Development, президентом / головним виконавчим директором / співзасновником The Eagle Group, президентом/ генеральним партнером / співзасновником Paragon Research, та президентом Surrey Research. У радіоіндустрії Роджер Віммер провів тисячі науково-дослідних робіт для практично всіх типів радіоформатів, а також має великий досвід у всіх галузях досліджень для телевізійних та кабельного телебачення, включаючи телевізійні станції, мережі та програмування. Він розробив декілька дослідницьких підходів для дослідження контенту місцевих новин та рекламних заходів. Окрім того, Р. Віммер має багаторічний досвід участі в не-медійних дослідженнях, працюючи з різними комерційними компаніями (такими, як The Aquarium of the Pacific, Coors, U.S. West, Samsonite), що займаються споживчими товарами.

## Сім'я
Роджер одружений з Дарнелл Віммер, провідним дерматологом у Денвері, штат Колорадо.

## Науковий доробок
В праці Роджера Віммера «Mass Media Research: Introduction» надаються експертні поради щодо аналізу засобів масової інформації. З огляду на останні події з цієї галузі, ця книга забезпечує всебічний огляд досліджень у галузі масової комунікації та ретельне вивчення кожного основного підходу, включаючи якісницькі та кількісні дослідження.

### Якісницькі дослідницькі методи
Р. Віммер зазначає, що слово «якісницький» може вживатися в сенсі філософії й дослідницького підходу, дослідницької методології, специфічного набору дослідницьких технік. На підбір дослідницьких методів можуть впливати парадигми (набори теорій, дослідницьких процедур, тверджень про те, як дослідник розглядає різні явища). Р. Віммер розглядає 3 дослідницькі парадигми — позитивістську, інтерпретативну та критичну.
1. Позитивістська дослідницька парадигма є найстарішою, її досі найчастіше використовують в дослідженнях мас медіа. Ця парадигма базується на роботах таких філософів, як О. Конт та Мілль, спочатку найчастіше використовувалася в природничих науках. З появою і розвитком соціальних наук дослідники модифікували цю парадигму, яка включає такі концепти, як гіпотези, об'єктивні вимірювання, визначення кількості;
2. Інтерпретативна дослідницька парадигма базується на роботах Макса Вебера і Wilhelm Dilthey. Метою цієї парадигми є розуміння, як люди в повсякденному середовищі створюють сенси й інтерпретують події в світі. Ця парадигма стала популярною в дослідженнях мас медіа протягом 1970-х і 1980-х років;
3. Критична дослідницька парадигма базується на аналітичних моделях, які використовуються в гуманітарних науках. Ключовими для представників цієї парадигми є концепти розподілу влади в суспільстві і політичної ідеології.

Відмінності в практичному застосуванні позитивістської й інтерпретативної дослідницької парадигми:
1. Роль дослідника. Представник позитивістської дослідницької парадигми прагне об'єктивності і вважається «відділеним» від даних, які збирає. Представник інтерпретативної дослідницької парадигми вважається невід'ємною частиною даних, адже без активної участі дослідника даних би не існувало.
2. Дизайн дослідження. Для позитивіста дизайн є наперед визначеним, тоді як для представника інтерпретативної парадигми, дизайн може змінюватись і уточнюватись в ході дослідження.
3. Середовище. Позитивіст намагається обмежити вплив змінних, які не є досліджуваними, і проводить дослідження в контрольованих умовах. Представник інтерпретативної дослідницької парадигми проводить дослідження «в полі», природному середовищі, намагаючись виявити нормальний хід подій без контролю змінних.
4. Інструменти вимірювання. В позитивістському дослідженні, інструменти вимірювання існують окремо від дослідника, інші дослідники можуть використовувати інструмент для збору даних в разі відсутності іншого дослідника. В інтерпретативному дослідженні дослідник є інструментом, який не може замінити інша особа.
5. Побудова теорій. Позитивісти використовують дослідження для перевірки, підтвердження або спростування теорій. Представники інтерпретативної парадигми вважають, що теорії «керовані даними», тобто виникають в ході дослідження.

Основна відмінність між кількісними і якісницькими дослідженнями:
- В якісницьких дослідженнях використовується гнучкий підхід до питань, і хоча певний набір питань є визначеним перед початком дослідження, дослідник може змінювати питання, або ставити уточнювальні питання в ході опитування.
- В кількісних дослідженнях набір питань є наперед визначеним і стандартизованим, для опитування всіх респондентів використовують однакові питання. Додаткові уточнювальні питання і переходи від одного питання до іншого можуть бути закріплені в опитнику, і вони мають бути включеними в інструмент вимірювання до початку збору даних. Інтерв'юери не можуть відходити від визначеного опитника під час інтерв'ю.

Аналіз даних в якісницьких дсолідженнях
Дані в якісницьких дослідженнях отримують у формі нотаток під час спостереження в полі, транскриптів інтерв'ю, документів, щоденників тощо. Аналіз даних в цих дослідженнях починається ще на ранніх етапах збору даних і продовжується протягом всього дослідження (на відміну від кількісних досліджень, в яких аналіз даних починається лише після того, як дані зібрані).
Фази якісницького аналізу даних:
1. Скорочення об'єму даних. Дані організовуються в хронологічному порядку, або за послідовністю подій, які сталися під час дослідження. Дані потім кодуються і категоризуються (категорії можуть виникати вже з самих даних, або бути визначеними ще до збору даних). Для обробки якісницьких даних також існують певні види програмного забезпечення, наприклад NVIVO (програма, що дозволяє користувачам імпортувати, сортувати, аналізувати відео- й аудіо-файли, фотографії, текстові документи та відображати результати у вигляді моделей і схем) і HyperRESEARCH (подібна до NVIVO, дозволяє досліднику кодувати, відновлювати дані, будувати моделі, використовуючи дані з аудіо-, відео-матеріалів або текстових ресурсів).
2. Дисплей даних. Фотографії, копії нотаток, спостереження на картках та інші матеріали можуть бути зібрані в блок-схему для полегшення процесу аналізу даних. Такий метод "аналітичних шпалер особливо зручний для використання, якщо в проекті працюють декілька дослідників. Приготування до опису й аналізу якісницьких даних називають епоху, процес, під час якого дослідник намагається позбутися, або стати свідомим щодо власних поглядів, упереджень і припущень, які можуть заважати аналізу інформації.
3. Формулювання висновків.

Аналіз якісницьких даних може виконуватись за допомогою різних процедур, з яких Р. Віммер виділяє дві найбільш уживані: техніка постійного порівняння і техніка аналітичної індукції.
У техніці постійного порівняння виділяють чотири процеси:
- Порівняльне присвоєння випадків категоріям. Після приготування даних до аналізу, дослідник приписує кожен набір випадків умовним категоріям, випадки аналізуються, порівнюються з іншими випадками, попередньо приписаними до певних категорій, і дослідник визначає, чи варто віднести певний випадок до вже наявних категорій, або створити нову категорію.
- Розробка та вдосконалення категорій. Дослідник пропонує пояснення для визначення сенсу категорій. Ці пояснення відкривають для дослідника, що саме він дізнається про досліджуване явище і визначають результат дослідження.
- Пошук зв'язків між темами категорій. Дослідник шукає спільні зразки відповідей між категоріями для подальшого прояснення досліджуваного феномену.
- Спрощення й інтеграція даних в єдину теоретичну структуру. Дослідник пише звіт, в якому процес аналізу й результати інтегруються в єдину теоретичну структуру для пояснення феномену. Мета цього етапу — отримати розуміння людей і явищ, які досліджувалися.

Техніка аналітичної індукції передбачає такі кроки:
- Визначення теми, яка цікавить дослідника, побудова гіпотез
- Дослідження випадку/явища на предмет підтвердження або спростування гіпотези, за потреби — переформулювання гіпотез
- Пошук «негативних випадків», які можуть спростувати гіпотезу. Переформулювання випадків.
- Продовження дослідження до того етапу, коли гіпотези будуть достатньо протестованими.

При перевірці якісницьких даних дослідники зазначають про снування таких проблем:
- Повнота даних (дані можуть бути неповними через некомпетентність інтерв'юера, неуважність, невміння нотувати дані).
- Вибіркове сприйняття (дослідник може відкидати дані, які не відповідають бажаному розподілу даних).
- Реактивність (коли дослідник впливає на ситуацію збору даних).

Достовірність результатів якісницького дослідження можна оцінити не лише за факторами надійності і валідності, в й за фактором автентичності, який досягається шляхом:
- Використання декількох методів збору даних (наприклад, інтерв'ю і польові спостереження, аналіз документів);
- Опису процесу аналізу даних (дозволяє іншим дослідникам прослідкувати розвиток ідей і оцінити вірність висновків);
- Перевірка членами спільноти (інформантам надається можливість прочитати нотатки й висновки дослідження і оцінити їх відповідність думкам інформантів);
- Залучення до дослідницького процесу команди науковців/або інших людей.

Основні методи збору даних в якісницьких дсолідженнях:
- Польове спостереження
- Фокус-групи
- Глибинні інтерв'ю
- Кейс-стаді
- Етнографія

#### Польові спостереження
Класифікуються за двома вимірами — ступінь участі дослідника в досліджуваній поведінці (нейтральність-участь) і ступінь приховання спостереження (приховане-відкрите).
Переваги: польові спостереження можуть бути пілотними дослідженнями, бо є відносно недорогими допомагають досліднику виявити інформацію, необхідну для побудови гіпотез про явище і виділити незалежній й залежні змінні. Також ці спостереження проводяться в природному середовищі для досліджуваного явища, тому можуть надати доступ до дослідження важкодоступних груп і високий рівень деталізації даних. Багато ситуацій з використанням мас медіа (наприклад, перегляд телевізора в родині) є досить складними явищами, на які впливають ряд змінних.
Недоліки: в результатах таких спостережень важко представити зовнішню валідність. Польові спостереження сильно залежать від сприйняття ситуації дослідником, деякі аспекти можуть випускатися спостерігачем, саме тому використовується крос-валідизація (проведення спостереження декількома дослідниками). Також недоліком такого виду збору даних є реактивність, тобто можливість дослідника впливати на ситуацію або поведінку досліджуваної спільноти.
В типовому процесі польового спостереження виділяють декілька етапів:
1. Вибір об'єкту дослідження (сферу поведінки/інтересів, а згодом — умов, в яких цей об'єкт проявляється з певною частотою).
2. Отримання доступу (побудова контакту з досліджуваною спільнотою).
3. Збір даних (замість олівця і нотатника частіше використовують техніки аудіо- і відео-запису
4. Аналіз даних (контент-аналіз нотаток).
5. Вихід з ситуації спостереження (вихід із ситуації може бути складним, коли спостереження приховане; дослідник має етичне зобов'язання робити все можливе, щоб запобігти психологічним, емоційним або фізичним травмам тих, кого вивчають).

#### Фокус-групи
Фокус-група — це групове інтерв'ю для 6-12 осіб, при якому модератор регламентує відносно неструктуровану дискусію про досліджувану тему.
Переваги:
- Збір попередньої інформації в рамках пілотного дослідження;
- Швидкість проведення (рекрутування спеціальними сервісами проводиться за 7-10 днів);
- Гнучкість в побудові питань дозволяє розвивати важливі для дослідження ідеї, запропоновані самими респондентами.

Недоліки:
- Часто в таких дискусіях виникає лідер групи, який впливає власними судженнями на судження інших, такі ситуації потребують контролю модератора;
- Недостатня кількість проведених фокус-груп (4-6 фокус-груп) в одному дослідницькому проекті не є достатнім джерелом кількісних даних для узагальнення результатів на генеральну сукупність. Дослідники повинні проводити стільки груп, скільки необхідно для досягнення насиченості даних. Насиченість виникає, коли фокус-групи більше не можуть надати нову інформацію. У деяких випадках бюджет або час може закінчитися до досягнення насиченості.
- Результати  залежать від умінь модератора.

#### Глибинні інтерв'ю
Глибинні інтерв'ю — підвид персонального інтерв'ю. Мають наступні особливості:
1. В дослідженнях з використанням такого методу часто використовуються менші вибірки;
2. Надають деталізовану інформацію про цінності, мотивації, досвіди, погляди респондента, і також причини, чому саме респондент відповідає таким чином на питання;
3. Дослідник також може аналізувати невербальні реакції респондента;
4. Такі інтерв'ю зазвичай довші, можуть тривати протягом декілька годин і проводитись в декілька сесій;
5. Можливе підлаштовування питань під респондента, інтерв'юеру дозволяється формулювати нові питання, виходячи з відповідей респондента;
6. Вдале проведення інтерв'ю залежить від рівня довірливості в стосунках між респондентом та інтерв'юером.

Переваги глибинних інтерв'ю:
- Деталізована інформація;
- Можливість отримати відповіді на сенситивні питання;
- Іноді є єдино можливим методом збору даних (наприклад, дослідження медіа-звичок сенаторів США). Недоліки глибинних інтерв'ю:
- Генералізація отриманих результатів на генеральну сукупність не є можливою (вибірка часто не є побудованою за принципом рандомізації);

Недоліки глибинних інтерв'ю:
- Нестандартизоване інтерв'ю може привести до того, що різні респонденти відповідатимуть на різні питання;
- Під час таких інтерв'ю респондент може багато дізнатися про інтерв'юера, навіть треновані і досвідчені інтерв'юери можуть проявляти власні позиції і впливати на респондента через спрямовуючі питання, невербальні сигнали, тон голосу;
- Від інтерв'юера також великим чином залежить інтерпретація отриманих даних, що може ставити під питання валідність результатів.

#### Кейс-стаді
Кейс-стаді — якісницький дослідницький метод, емпіричне дослідження, яке використовує декілька джерел інформації для дослідження сучасного феномену в межах його реального контексту. Особливості кейс-стаді:
1. Специфічність — фокусування на специфічній ситуації, події, феномені.
2. Описовість — такий метод надає деталізований опис досліджуваного феномену.
3. Евристичність — метою дослідження є пошук нових значень, інтерпретацій, свіжих поглядів на феномен.
4. Індуктивність — генералізації виникають з аналізування даних, прагнення відкриття нових зв'язків, а не перевірки гіпотез.

Переваги кейс-стаді:
- Кейс-стаді часто застосовують для отримання деталізованої інформації про феномен на експлораторній стадії дослідження;
- Кейс-стаді дозволяє досліднику обробляти широкий спектр інформації з різних джерел (документи, історичні артефакти, інтерв'ю, спостереження).

Недоліки кейс-стаді:
- Загальна недостатність наукової строгості в багатьох кейс-стаді;
- Результати дослідження не піддаються узагальненню;
- Кейс-стаді часто забирають багато часу і створюють величезну кількість даних, які важко узагальнити та обробити.

#### Етнографія
Етнографія часто вживається як синонім до якісницького дослідження, хоча Р. Віммер зазначає, що етнографія — це насправді вид якісницького дослідження, процес, при якому дослідник деякий час проживає в досліджуваній спільноті, досліджуючи її через спостереження і взаємодію. Виділяють макро-етнографію як дослідження  цілих культур і мікро-етнографію як дослідження елементів культури, до якої відносяться мас медіа. Існує також поділ на дескриптивну та критичну етнографію. Дескриптивна етнографія є більш конвенційним підходом, тоді як критична фокусується на питаннях гегемонії та потенційного виявлення прихованих припущень з політичною метою. Характеристики етнографії:
- Дослідник «іде» до даних, а не навпаки;
- Підкреслення важливості отримання даних в рамках персонального дсовіду учасників дослідження;
- Задіяння значних часових і грошових ресурсів;
- Використання різних методів збору даних, як-от спостереження, інтерв'ювання, ведення щоденника, аналіз документів, використання фото та відеозаписів.

### Кількісні дослідницькі методи
Дескриптивні (або описові) кількісні опитування мають на меті опис сучасних умов, або пояснення того, що існує зараз (наприклад, регулярні опитування, спрямовані для визначення відсотку безробітних в суспільстві, а також електоральні опитування, опитування для телевізійних станцій про смаки, вподобання, цінності, стилі життя глядачів). Аналітичні кількісні опитування мають на меті описати і пояснити чому саме така ситуація існує. Для дослідження використовується аналіз декількох змінних. Наприклад, телевізійні мережі щороку проводять аналітичні кількісні опитування для визначення, наскільки змінилися/змінюються смаки і бажання, ставлення і сприйняття глядачами головних тв-мереж.
Кількісні опитування мають такі переваги:
- Можуть бути використаними для дослідження проблем в їх природному середовищі. Читання газет, перегляд телевізора вивчаються там, де вони відбуваються, а не в лабораторних умовах під штучними умовами;
- Помірна ціна опитувань (деякі онлайн-опитування є безкоштовними);
- Великий масив даних отримують відносно швидко та легко;
- Опитування не обмежується географічними межами;
- Можливість аналізу не тільки отриманих масивів даних, а також документів, архівів, масивів, зібраних раніше.

Кількісні опитування мають такі недоліки:
- Неможливість впливу на незалежні змінні, як в лабораторних умовах, тому невпевненість, чи зв'язок між залежною і незалежною змінними є причинним чи ні;
- Невдалі послідовність чи формулювання питань можуть викривити отримані дані;
- Неможливість чітко визначити, чи опитана людина належить до вибірки, чи ні (у випадку поштових або Інтернет-опитуваннях);
  - Для виявлення респондентів у масиві, які не належать до вибірки, використовують процедуру, відому в середовищі медіа досліджень як Wimmer Outlier Analysis[3]. У анкетах з числовими відповідями або шкалами спочатку розраховують середнє значення і стандартні відхилення відповідей усіх респондентів на кожне питання. У анкетах із відкритими питаннями завжди включають «Код 98» у кодову книгу, яка використовується для кодування відповідей респондентів. Код 98 означає «Унікальна відповідь», і якщо кодувальники знайдуть респондента з відповіддю, яка істотно відрізняється від інших респондентів у дослідженні, респондент отримує два коди — один для відповіді, а інший для унікальної відповіді. Далі респонденти з кодами 98 окремо аналізуються, щоб визначити, чи вони належать до вибірки. Якщо детальна перевірка визначає, що респондент не повинен бути включеним у дослідження, ця особа замінюється кваліфікованим респондентом.
- Зменшення частоти відповідей (response rate);

#### 5 методів збирання кількісних даних
1. поштові опитування;
2. телефонні опитування;
3. персональні інтерв'ю;
4. групові інтерв'ю;
5. Інтернет-опитування.

#### Формулювання питань
Питання мають бути:
- Зрозумілими і чіткими, в розмовному стилі мови, без жаргонізмів або специфічної термінології;
- Короткими, не більше 1-2 коротких речень;
- Відповідати меті дослідження;
- Не подвійно-навантаженими, мають містити лише одне питання;
- Незаангажованими, тобто не впливати на думки і позиції респондента, не підводити його до «бажаної» відповіді;
- Не сенситивними;
- Питання не мають на меті дізнаватися занадто детальну інформацію, бо це може бути складним для респондента.

#### Типи питань в кількісних опитуваннях
- Закриті (передбачають визначене віяло відповідей, з якого може обирати респондент)[3]
  - Дихотомічні відповіді (так/ні, або погоджуюсь/не погоджуюсь)
  - Оціночні шкали (вертикальні або горизонтальні)
  - Семантичні диференціальні шкали для оцінки концептів, об'єктів чи осіб через біполярні прикметники і сім поділок на шкалі.
  - Множинного вибору (відповіді мають бути взаємовиключними)
  - Список відповідей (не взаємовиключних, використовуються в пілотних дослідженнях)
  - Примусового вибору (довгий список парних питань, з кожної пари респондент має обрати лише одне з тверджень)
  - Заповнення пропусків
- Відкриті (не передбачають визначених відповідей)

#### Послідовність питань
Перші запитання в опитнику мають бути простими та зрозумілими. Дослідники часто включають одне або два питання «для розігріву» щодо досліджуваної теми для того, щоб респонденти звикли відповідати на запитання та почали думати про тему дослідження. Перші питання також можуть слугувати мотивацією для формування інтересу до анкети. Демографічні дані, особисті запитання та інші важливі елементи слід розміщувати в кінці анкети, щоб інтерв'юер міг спершу встановити зв'язок з кожним респондентом або, в разі самостійно заповнюваної анкети, щоб зняти будь-які підозри. Анкета повинна бути організована в логічній послідовності, виходячи від загального до конкретного. Питання щодо подібних тем повинні бути згруповані разом, а переходи між розділами питань повинні бути чіткими та логічними.

#### Претест
Претест означає проведення міні-дослідження з невеликою вибіркою, щоб визначити, чи є підхід до дослідження правильним та задля уточнення питань. Певні непорозуміння або неточності можна швидко виправити, не витрачаючи багато ресурсів. Існує кілька способів попереднього тестування анкети. Використовується метод фокус-групи для обговорення анкети з потенційними респондентами. Однак це, як правило, досить дорого. Самостійно заповнювані анкети повинні бути попередньо перевірені за допомогою тої категорії респондентів, яка візьме участь у фактичному дослідженні.

#### Частота відповідей (response rate)
Р. Віммер в своїй книзі пропонує такі показники частоти відповідей для кожного з видів опитувань:
- Поштові опитування: 1 %–5 %;
- Телефонні опитування: 5 %–80 %;
- Інтернет-опитування: 5 %–80 %;
- Персональні (face-to-face) інтерв'ю: 40 % (залежить від методу рекрутингу).

Деякі елементи дизайну дослідження можуть підвищити частоту відповідей:
1. Грошова винагорода за участь в дослідженні;
2. Попередження про можливість участі в дослідженні;
3. персоналізація опитника;
4. наполегливість інтерв'юера.

Наступні елементи дизайну дсолідження не проявили істотного впливу на частоту відповідей:
1. Наявність супровідного листа;
2. запевнення в конфіденційності та анонімності наданої інформації;
3. наявність деделайну;
4. акцентування соціальної користі наданої інформації.

## Публікації
- Study Guide for Broadcasting in America: A Survey of Television, Radio, and New Technologies (fourth Edition, [by] Sydney W. Head with Christopher H. Sterling) (1982)
- Mass Media Research: An Introduction (1983)
- Practicing Mass Media Research: Study Guide for Wimmer and Dominick's Mass Media Research (1987)